# Gilberto Cueva Fernández
Gilberto Cueva Fernández (* 1926 in Puno; † 8. Oktober 2010 in Lima) war ein peruanischer Musiker. 
Er war Leiter und Gründer des Trios „Los Errantes“ (deutsch Die Wanderer), das mit seiner Andenmusik populär wurde. Im Laufe seiner Karriere arbeitete er unter anderem mit Leonidas Cervantes Soria und anderen Gitarristen zusammen.